# Matt Leyden Trophy
Die Matt Leyden Trophy ist eine Eishockey-Trophäe der kanadischen Ontario Hockey League (OHL) und wird jährlich an den besten Trainer der OHL vergeben. Sie ist nach Matt Leyden, Präsident der Ontario Hockey Association, benannt und wird seit 1972 verliehen.
Der beste Trainer eines jeden Jahres wird dabei von den Franchises der OHL gewählt. Dabei votieren die Teams in einem ersten Wahlgang für die besten drei Trainer ihrer jeweiligen Conference, wobei ein Trainer für eine Erster-Platz-Stimme 5 Punkte, für den zweiten 3 und für den dritten 1 Punkt erhält. Die drei punktbesten Trainer beider Conferences erreichen dann den zweiten Wahlgang, bei dem nach gleichem Schema verfahren wird. Wer aus den verbliebenen sechs am meisten Wahlpunkte auf sich vereinen konnte, erhält die Auszeichnung. Anzumerken ist, dass bei der Wahl kein Team für seinen eigenen Trainer stimmen darf. Häufigster Titelträger der Matt Leyden Trophy ist Brian Kilrea mit fünf, gefolgt von Dale Hunter mit drei Auszeichnungen.
Darüber hinaus nimmt der jeweilige Gewinner an der Wahl zum Brian Kilrea Coach of the Year Award teil, wo er gegen die jeweils ausgezeichneten Kollegen der Western Hockey League und der Ligue de hockey junior majeur du Québec antritt.
Sie ist nicht mit der Leyden Trophy zu verwechseln, die an das beste Team der East Division der OHL vergeben wird.

## Liste der Gewinner
- Gelb unterlegte Trainer wurden in dieser Saison auch mit dem Brian Kilrea Coach of the Year Award geehrt.

| Jahr | Preisträger      | Team                        |
| ---- | ---------------- | --------------------------- |
| 2025 | Jussi Ahokas     | Kitchener Rangers           |
| 2024 | Derek Laxdal     | Oshawa Generals             |
| 2023 | Dave Cameron     | Ottawa 67’s                 |
| 2022 | James Richmond   | Mississauga Steelheads      |
| 2021 | nicht vergeben   | nicht vergeben              |
| 2020 | André Tourigny   | Ottawa 67’s                 |
| 2019 | André Tourigny   | Ottawa 67’s                 |
| 2018 | Drew Bannister   | Sault Ste. Marie Greyhounds |
| 2017 | Ryan McGill      | Owen Sound Attack           |
| 2016 | Kris Knoblauch   | Erie Otters                 |
| 2015 | Sheldon Keefe    | Sault Ste. Marie Greyhounds |
| 2014 | D. J. Smith      | Oshawa Generals             |
| 2013 | Mike Vellucci    | Plymouth Whalers            |
| 2012 | Greg Gilbert     | Saginaw Spirit              |
| 2011 | Mark Reeds       | Owen Sound Attack           |
| 2010 | Dale Hunter      | London Knights              |
| 2009 | Bob Boughner     | Windsor Spitfires           |
| 2008 | Bob Boughner     | Windsor Spitfires           |
| 2007 | Mike Vellucci    | Plymouth Whalers            |
| 2006 | Dave Barr        | Guelph Storm                |
| 2005 | Dale Hunter      | London Knights              |
| 2004 | Dale Hunter      | London Knights              |
| 2003 | Brian Kilrea     | Ottawa 67’s                 |
| 2002 | Craig Hartsburg  | Sault Ste. Marie Greyhounds |
| 2001 | Dave MacQueen    | Erie Otters                 |
| 2000 | Peter DeBoer     | Plymouth Whalers            |
| 1999 | Peter DeBoer     | Plymouth Whalers            |
| 1998 | Gary Agnew       | London Knights              |
| 1997 | Brian Kilrea     | Ottawa 67’s                 |
| 1996 | Brian Kilrea     | Ottawa 67’s                 |
| 1995 | Craig Hartsburg  | Guelph Storm                |
| 1994 | Bert Templeton   | North Bay Centennials       |
| 1993 | Gary Agnew       | London Knights              |
| 1992 | George Burnett   | Niagara Falls Thunder       |
| 1991 | George Burnett   | Niagara Falls Thunder       |
| 1990 | Larry Mavety     | Kingston Frontenacs         |
| 1989 | Joe McDonnell    | Kitchener Rangers           |
| 1988 | Dick Todd        | Peterborough Petes          |
| 1987 | Paul Theriault   | Oshawa Generals             |
| 1986 | Jacques Martin   | Guelph Platers              |
| 1985 | Terry Crisp      | Sault Ste. Marie Greyhounds |
| 1984 | Tom Barrett      | Kitchener Rangers           |
| 1983 | Terry Crisp      | Sault Ste. Marie Greyhounds |
| 1982 | Brian Kilrea     | Ottawa 67’s                 |
| 1981 | Brian Kilrea     | Ottawa 67’s                 |
| 1980 | Dave Chambers    | Toronto Marlboros           |
| 1979 | Gary Green       | Peterborough Petes          |
| 1978 | Bill White       | Oshawa Generals             |
| 1977 | Bill Long        | London Knights              |
| 1976 | Jerry Toppazzini | Sudbury Wolves              |
| 1975 | Bert Templeton   | Hamilton Fincups            |
| 1974 | Jack Bownass     | Kingston Canadians          |
| 1973 | Chief Armstrong  | Toronto Marlboros           |
| 1972 | Gus Bodnar       | Oshawa Generals             |